# Peter Bachrach
Peter Bachrach (* 19. Juni 1918 in Winnetka, Illinois; † 14. Dezember 2007 in Southwest Harbor, Maine) war ein US-amerikanischer Politikwissenschaftler und Hochschullehrer.

## Leben und Wirken
Peter Bachrach studierte Politikwissenschaft zunächst am Reed College im Bundesstaat Oregon und erwarb dort den Bachelorgrad. Seine Promotion zum Ph.D. erfolgte dann 1951 an der Harvard University. Bis 1968 lehrte er Politikwissenschaft am privaten Bryn Mawr College in Philadelphia. Im Jahre 1968 übernahm er eine Professur an der Temple University, die ebenfalls in Philadelphia liegt. 1988 trat er in den Ruhestand.
In seiner wissenschaftlichen Arbeit beschäftigte sich Bachrach vor allem mit der politischen Macht und Elitenherrschaft in der Demokratie. Seine Hauptwerke wurden auch ins Deutsche übersetzt.

## Veröffentlichungen (Auswahl)
- Elite consensus and democracy. In: The journal of politics, 24 (1962), S. 439–452.
- (mit Morton S. Baratz): Two faces of power. In: American political science review, Bd. 52 (1962), S. 947–952 (dieser Artikel erfuhr eine umfangreiche Rezeption in der Fachwelt). Deutsche Übersetzung unter dem Titel: Zwei Gesichter der Macht. In: Wolf-Dieter Narr/Claus Offe (Hrsg.): Wohlfahrtsstaat und Massenloyalität (= Neue Wissenschaftliche Bibliothek, Bd. 79). Kiepenheuier & Witsch, Köln 1975, S. 224–234, ISBN 3-462-01059-X.
- Corporate authority and democratic theory. In: David Spitz (Hrsg.): Political theory and social change. Atherton Press, New York 1967, S. 257–273.
- The theory of democratic elitism. A critique. Little, Brown, Boston 1967 (die deutsche Übersetzung erschien unter dem Titel: Die Theorie demokratischer Elitenherrschaft. Eine kritische Analyse. Europäische Verlagsanstalt, Frankfurt am Main 1970).
- (mit Morton S. Baratz): Power and poverty. Theory and practice. Oxford University Press, New York 1970 (die deutsche Übersetzung erschien unter dem Titel: Macht und Armut. Eine theoretisch-empirische Untersuchung. Suhrkamp, Frankfurt am Main 1977, ISBN 3-518-10813-1).
- (Hrsg.): Political elites in a democracy. Atherton Press, New York 1971.
- (mit Elihu Bergman): Participation and conflict in making American population policy. A critical analysis. In: Robert Parke, jr / Charles F. Westoff (Hrsg.): Aspects of population growth policy. U.S. Gov. Print. Off., Washington, D.C., 1973.
- (mit Elihu Bergman): Power and choice. The formation of American population policy. Lexington Books, Lexington, Mass. 1973.
- (mit Aryeh Botwinick): Power and empowerment. A radical theory of participatory democracy. Temple University Press, Philadelphia 1992, ISBN 0-87722-939-2.